# José María de Torrijos y Uriarte
José María Torrijos y Uriarte (Madrid, 20 de marzo de 1791-Málaga, 11 de diciembre de 1831), conde de Torrijos, título concedido de manera póstuma por la reina gobernadora, también conocido como general Torrijos, fue un militar liberal español. Combatió en la guerra de Independencia española y tras la restauración del absolutismo por Fernando VII en 1814 participó en el pronunciamiento de Juan Van Halen de 1817 que pretendía restablecer la Constitución de 1812, por lo que pasó dos años en prisión hasta que fue liberado tras el triunfo del pronunciamiento de Riego en 1820. Volvió a combatir a los franceses cuando los Cien Mil Hijos de San Luis invadieron España para restablecer el poder absoluto de Fernando VII y cuando aquellos triunfaron, poniendo fin al Trienio Liberal, se exilió al Reino Unido. Allí preparó un pronunciamiento que él mismo encabezó, desembarcando en la costa de Málaga procedente de Gibraltar el 2 de diciembre de 1831 junto a sesenta hombres que le acompañaban, pero cayeron en la trampa que le habían tendido las autoridades absolutistas y fueron detenidos. Nueve días después, el 11 de diciembre, Torrijos y 48 de sus compañeros supervivientes fueron fusilados sin juicio previo en la playa de San Andrés de Málaga, un hecho que quedó inmortalizado por un soneto de José de Espronceda titulado A la muerte de Torrijos y sus compañeros y por un famoso cuadro que pintó en 1888 Antonio Gisbert. «Este trágico desenlace de su vida explica el que haya pasado a la historia, con toda justicia, como un gran símbolo de la lucha contra el despotismo y la tiranía, con los rasgos de nobleza y serenidad épicas, propios del héroe romántico, eternizados en la célebre pintura [de Gisbert]».

## Biografía

### Infancia y juventud

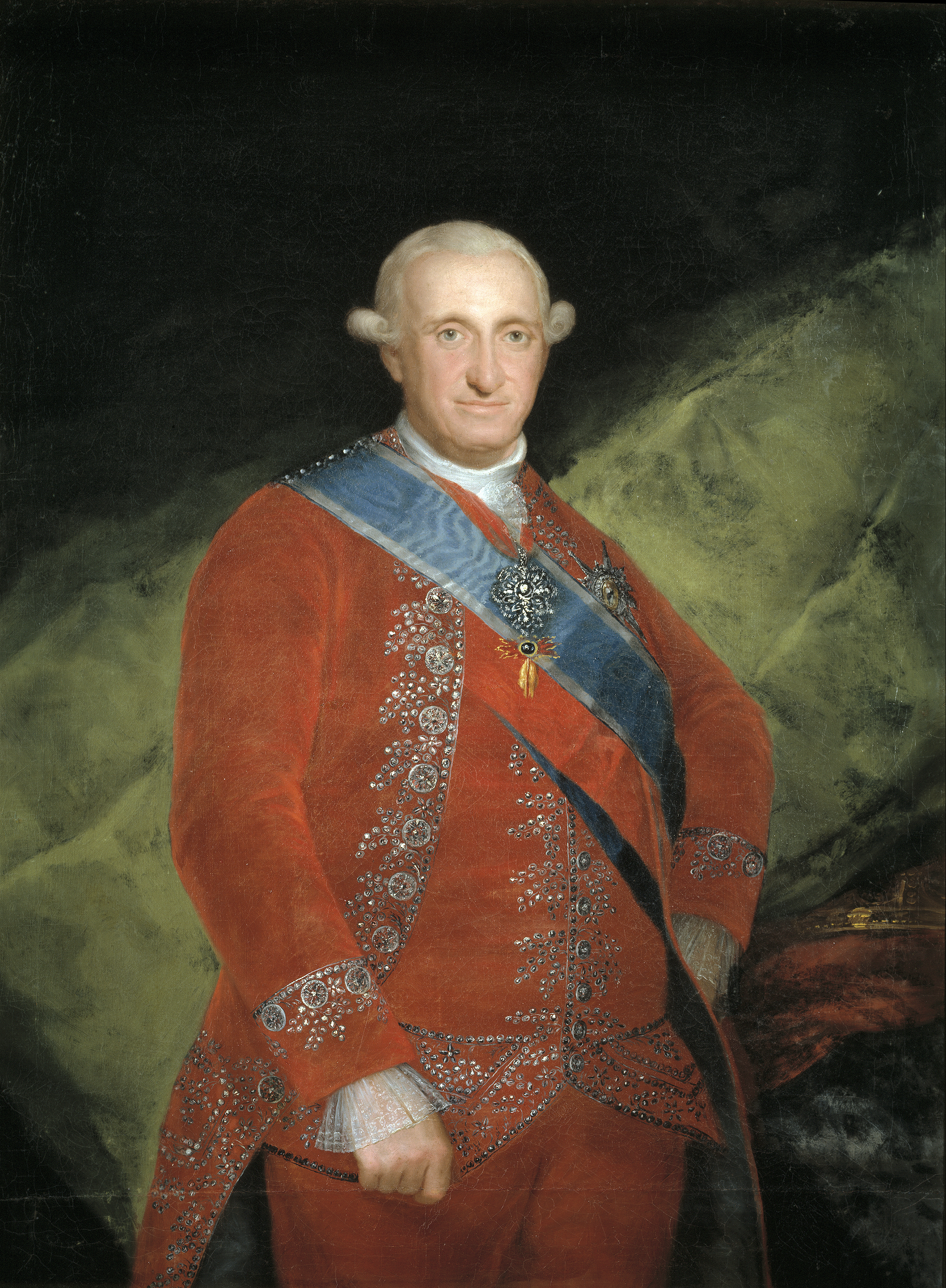
Retrato de Carlos IV, realizado por Francisco de Goya, rey del que fue paje Torrijos durante su infancia

Nace el 20 de marzo de 1791, en Madrid en el seno de una familia de burócratas andaluces al servicio de la Monarquía. Fue el tercero de los cuatro hijos del matrimonio de Cristóbal de Torrijos y Chacón, natural de Sevilla, y María Petronila Uriarte y Borja, nacida en El Puerto de Santa María. Su abuelo paterno, Bernardo de Torrijos, era de Málaga, perteneció al Consejo Real y fue fiscal de la Real Chancillería de Granada. Su padre era caballero de la Orden de Carlos III y ayuda de cámara del rey Carlos IV. Gracias a la posición que ostentaba, consiguió que a los diez años el pequeño José María fuera nombrado paje del rey. Enseguida se decidió por la carrera militar y a los trece años ingresó en la Academia de Alcalá de Henares, donde se especializó en el arma de ingenieros.
El padre de Torrijos adicto a la Corte de Carlos IV en razón a sus destinos gozaba de una inmediata introducción con el Monarca, y hallándose al lado de este en Aranjuez en el año 1801 mientras que las fragatas allí estacionadas en el rio Tajo contribuían a solemnizar la fiesta con sus descargas de artillería. Hallábase presente Torrijos, y al hacer la salva dio muestras de satisfacción y placer fijándose impávido en el fuego y saltando de puro gozo. El Rey al observar esto, dijo que fuera preciso fuese militar ya que lejos de asustarse del fuego se regocijaba en él; y habiéndole contestado el padre de Torrijos que el mejor modo de que se verificase era el que S.M le nombrase paje suyo, fue allí mismo otorgada esta gracia el dia 19 de Agosto de 1801 (Saenz de Viniegra de Torrijos, 1860;7-8).

### Guerra de la Independencia (1808-1814)
Su participación en la guerra de la Independencia comienza el mismo día en que estalló la guerra, cuando el 2 de mayo de 1808 acude en ayuda de los oficiales Luis Daoiz y Torres y Pedro Velarde que se encontraban sin municiones en el parque de artillería de Madrid. Estos le envían a negociar con el general francés Gobert, pero en plena misión estalla la sublevación popular antifrancesa de la capital, por lo que es detenido y solo se salva de ser fusilado por la intervención de un ayudante de campo de Murat a quien conocía. En ese momento acababa cumplir los diecisiete años y ostentaba el grado de capitán.
Después se incorporó a la defensa de Valencia y a las de Murcia y Cataluña, siendo «uno de los pocos cuadros militares del antiguo ejército que se pusieron al frente de la resistencia nacional en nombre de los principios liberales de libertad e independencia. Esta opción le desmarcó del campo afrancesado y colaboracionista elegido por muchos ilustrados y le enfrentó claramente al absolutismo». En 1810, a sus diecinueve años, alcanza el grado de teniente coronel. Fue hecho prisionero de los franceses, después de ser herido, pero escapa y vuelve a combatir en la guerra, «consagrándose como un militar de gran arrojo y valía», apreciado por los dos bandos —el general francés Suchet le ofreció cambiar de bando, y el británico Doyle[cita requerida] pidió a las Cortes de Cádiz que le otorgaran un mando distinguido en las fuerzas reorganizadas en la isla de León—. Estuvo a las órdenes del futuro duque de Wellington en la decisiva batalla de Vitoria, que iba a dar lugar al final de la guerra. Tres meses antes, en marzo de 1813, había contraído matrimonio con Luisa Carlota Sáenz de Viniegra, hija de un intendente honorario del ejército, con la que tendría una hija en 1815 que murió al poco de nacer. Torrijos termina la guerra con el grado de general de brigada, con solo veintitrés años de edad.

### Pronunciamiento fallido contra Fernando VII y prisión (1817-1820)
Tras la vuelta de Fernando VII y el restablecimiento de la monarquía absoluta en 1814, Torrijos fue nombrado gobernador militar de Murcia, Cartagena y Alicante, recibiendo en 1816 la gran cruz de San Fernando por sus méritos militares. Pero Torrijos pronto se implicó en las tramas conspirativas liberales que pretendían acabar por fin con el poder absoluto del rey y reinstaurar la Constitución de Cádiz. Para ello, al parecer, también ingresó en la masonería, adoptando el nombre de Aristogitón.
La conspiración en la que participó directamente fue el intento de pronunciamiento encabezado por el también militar Juan Van Halen y que iba a desarrollarse en la zona que militarmente estaba bajo su mando. Comprometió en la intentona al regimiento de Lorena que estaba a su cargo, con la ayuda de su amigo el teniente coronel Juan López Pinto, y contactó con diversos grupos liberales clandestinos de su territorio. Pero Torrijos fue descubierto y detenido el 26 de diciembre de 1817, encerrado primero en el castillo de Santa Bárbara de Alicante y luego en la cárcel de la Inquisición de Murcia. Allí pasaría los dos años siguientes, aunque no abandonó la actividad conspirativa gracias a su esposa que le visitaba en la cárcel y le hacía llegar los papeles clandestinos, según narró ella misma, «bien metiendo los papeles dentro de los huesos de la carne, o en el mango de los cuchillos de plata o en el dobladillo de los manteles y servilletas». Por su parte Van Halen logró fugarse en 1818 de las cárceles del Santo Oficio.

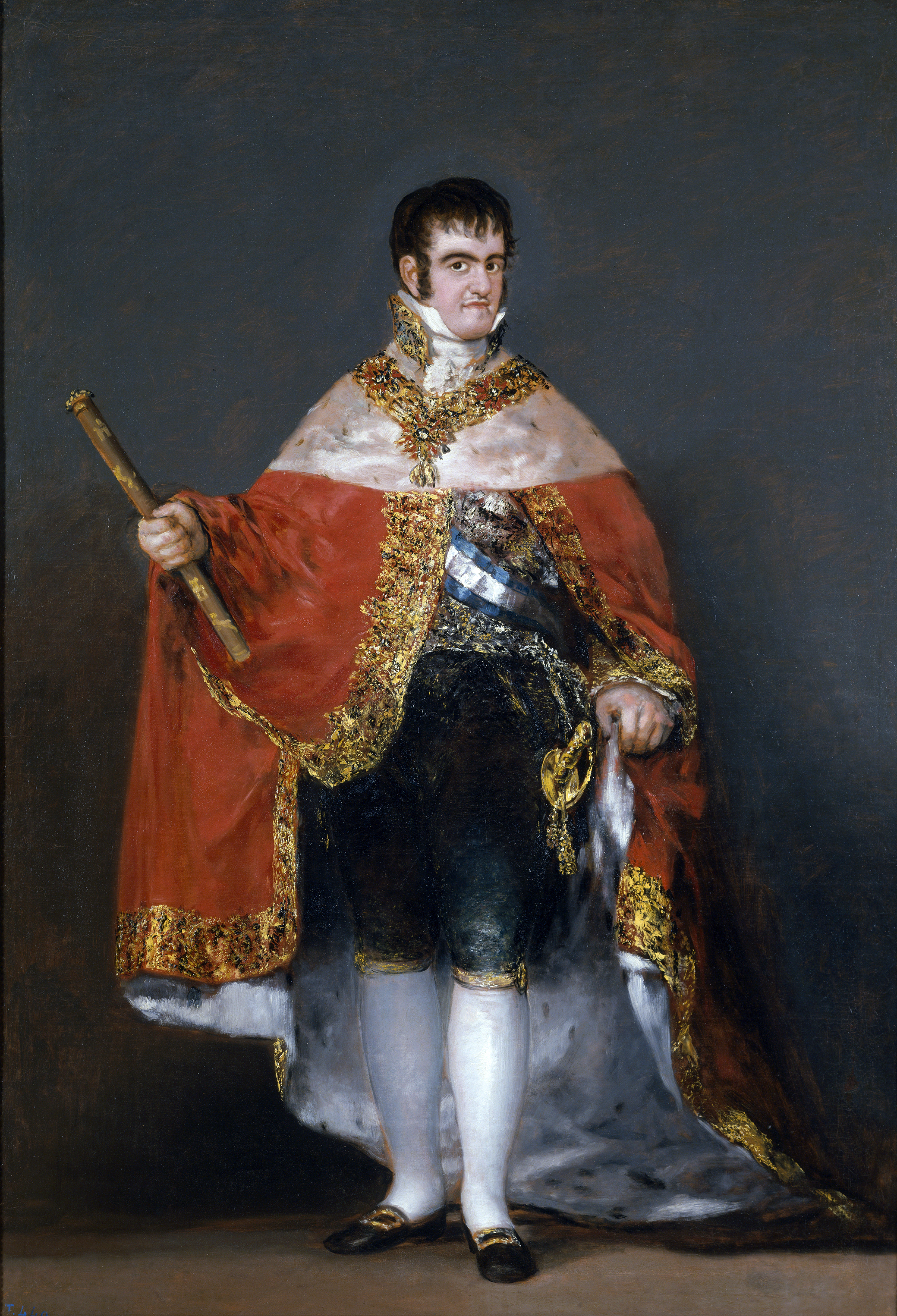
Retrato del rey Fernando VII, realizado por Francisco de Goya. Contra su gobierno se rebeló Torrijos

### El trienio liberal (1820-1823)
Salió de la cárcel gracias al triunfo del pronunciamiento de Riego, y el 29 de febrero de 1820 acaudilló la proclamación de la Constitución de 1812 en Murcia. El rey Fernando VII, tras verse obligado a aceptar la Monarquía Constitucional, intentó atraerse a Torrijos a su bando y le ofreció el traslado a Madrid para ocupar el cargo de coronel del regimiento que llevaba su nombre, pero Torrijos se negó tajantemente, lo que valió la marginación de cualquier responsabilidad por parte de los gobiernos liberales «moderados».
Apoyó las sociedades patrióticas defendidas por los liberales «exaltados» y se integró en junio de 1820 en la célebre Fontana de Oro y en los Amantes del Orden Constitucional. Para contrarrestar la política restrictiva de las libertades cívicas de los gobiernos liberales «moderados», Torrijos y otros liberales «exaltados» crearon una sociedad secreta denominada La Comunería, cuya finalidad era defender la Constitución, y que poco antes del final de Trienio se escindió entre un sector «radical» vinculado al periódico El Zurriago y el de los «comuneros constitucionales», en el que se integró Torrijos.
Cuando se produjeron los alzamientos realistas, Torrijos participó en la guerra contra las partidas realistas en Navarra y Cataluña —donde fue lugarteniente del general Espoz y Mina—, lo que le valió el ascenso a mariscal de campo por orden del gobierno «exaltado» de Evaristo San Miguel. Poco después, el 28 de febrero de 1823, fue nombrado ministro de la Guerra pero no llegó a ocupar el cargo al revocar el rey el gobierno «exaltado» del que Torrijos formaba parte.
Cuando se produjo en mayo de 1823 la invasión de los Cien mil hijos de San Luis enviados por la Santa Alianza para restaurar el poder absoluto del rey Fernando VII, actuó a las órdenes del general Ballesteros pero este, para que Torrijos no le molestara en su prevista maniobra de no ofrecer ninguna resistencia al enemigo, le envió destinado a Cartagena al mando del VIII Distrito militar. Allí defendió la plaza junto con Francisco Valdés y Juan López Pinto hasta un mes después de que el gobierno y las Cortes hubieran capitulado ante el duque de Angulema en septiembre de 1823 tras la caída del fuerte Trocadero de Cádiz —que acabaría dando nombre a una célebre plaza de París—. Así Torrijos en Cartagena, junto con Espoz y Mina en Barcelona, fueron los últimos militares que resistieron. En el acta de rendición a las tropas francesas firmada el 3 de noviembre de 1823 —hacía un mes que Fernando VII había restablecido el absolutismo—, Torrijos consiguió que los oficiales que marcharan al exilio cobrarían sus sueldos en la emigración, de acuerdo con su condición de refugiados, no de presos políticos. "Se rindió con todos los honores: fueron incautadas las armas, pero no se fusiló a nadie, ni hubo prisioneros ni represalias. Por el contrario, a los pocos días, el 7 de noviembre de 1823, Rafael del Riego era ejecutado en la plaza de la Cebada de Madrid. Fue el símbolo de la derrota de los liberales a manos de la Santa Alianza. El 18 de noviembre embarcaron Torrijos y su esposa hacia Marsella, a donde llegaron el 1 de diciembre. Iniciaban así un exilio que iba a cambiar irreversiblemente sus vidas.

### Exilio en Reino Unido de Gran Bretaña e Irlanda (1824-1830)
En Francia solo permaneció cinco meses debido a la hostilidad mostrada por su gobierno a los exiliados liberales españoles, que estuvieron fuertemente vigilados por la policía y a los que no se les permitió residir en los departamentos fronterizos con España. En ese tiempo Torrijos reclamó para él y para sus subordinados el sueldo estipulado en el convenio de rendición de Cartagena y que el gobierno se negaba a pagar —solo cobrarían después de que la revolución de 1830 triunfara en Francia— y entró en contacto con el general Lafayette, diputado y uno de los principales líderes de la oposición liberal a la Monarquía de carta otorgada de Luis XVIII, con el que mantendría una activa correspondencia de la que surgió una larga amistad.
El 24 de abril de 1824, Torrijos y su esposa embarcaron para Inglaterra y durante los dos primeros años vivieron en una modesta vivienda de Blackheath hasta que a finales de 1826 se trasladaron a Londres. Durante ese tiempo vivió de la ayuda que le proporcionó su antiguo jefe el duque de Wellington, entonces primer ministro británico, que mantuvo hasta julio de 1829 en que se le retiró por el incremento de su actividad conspirativa. Como ese subsidio no era muy grande, tuvo que dedicarse a la traducción. Así tradujo del francés al español las Memorias de Napoleón, precedidas de una introducción —en la que mostró su admiración por Bonaparte como forjador de un ejército «nacional», entre otras razones— y completadas con numerosas notas, y del inglés al español las Memorias del general Miller, que había participado en la guerra de independencia del Perú, y al que Torrijos había conocido personalmente en 1812 durante las campañas de la guerra de Independencia española. En el prólogo de estas últimas Torrijos destacó que Miller había dejado su tierra para luchar por la libertad «de América del Sur», sin conocer siquiera el idioma, y que «sirvió siempre a la patria que había adoptado, haciendo como debía abstracción de personas y partidos».
Pocos meses después de irse a vivir a Londres, los exiliados liberales españoles más radicales crearon el 1 de febrero de 1827 una Junta directiva del alzamiento en España que fue presidida por Torrijos, convertido así en máximo dirigente de este sector liberal «exaltado» que se había distanciado de las posiciones más moderadas de Francisco Espoz y Mina, hasta entonces el líder de los liberales exiliados en Inglaterra y que por entonces era bastante escéptico sobre las posibilidades de éxito de un pronunciamiento en España contra el absolutismo de Fernando VII.

### El pronunciamiento de 1831

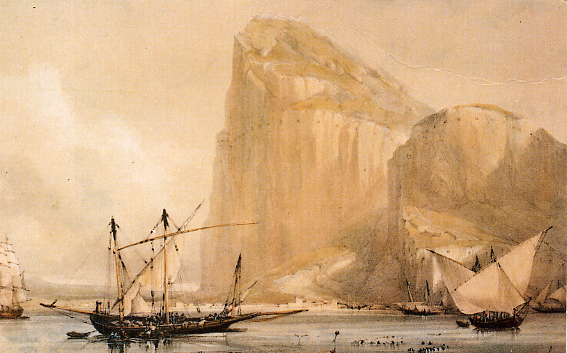
El peñón de Gibraltar en tiempos de Torrijos

En mayo de 1830 [cita requerida] Torrijos expuso su plan para la insurrección consistente en la penetración «en circunferencia» en la península para atacar el centro, Madrid, desde diversos puntos, que se iniciaría con el «rompimiento», es decir, con la entrada en España de los conjurados en Londres encabezados por él mismo y que sería la señal para el levantamiento. El 16 de julio de 1830, la Junta de Londres se disolvió y nombró con carácter interino, hasta que se «reuniese libremente la nación», una Comisión Ejecutiva del levantamiento encabezada por el propio Torrijos, como máximo responsable militar, y por Manuel Flores Calderón, expresidente de las Cortes del Trienio Liberal, como autoridad civil. Torrijos y sus seguidores llegaron a Gibraltar a principios de septiembre, vía París y Marsella. En Gibraltar permanecerían todo un año, hasta finales de noviembre de 1830, en una casa de la calle Cuatro Cantos. Según el testigo Enrique M. de Santa Olalla, Torrijos nombró agente secreto en Málaga a su padre, Francisco M. de Santa Olalla, cuya hermana era dueña de la casa que habitaba en Gibraltar. Este último le facilitó un escondite en su propia casa cuando el general visitaba clandestinamente Málaga, para reunirse con los conjurados. Ante los rumores, la casa de Santa Olalla fue registrada pero nunca se logró descubrir la habitación secreta que se había construido para las reuniones. Desde allí Torrijos impulsó varios conatos insurreccionales en febrero y marzo de 1831, que fueron respondidos por una brutal represión del gobierno absolutista de Fernando VII, cuya víctima más famosa fue Mariana Pineda, ejecutada en Granada el 26 de mayo de ese año.

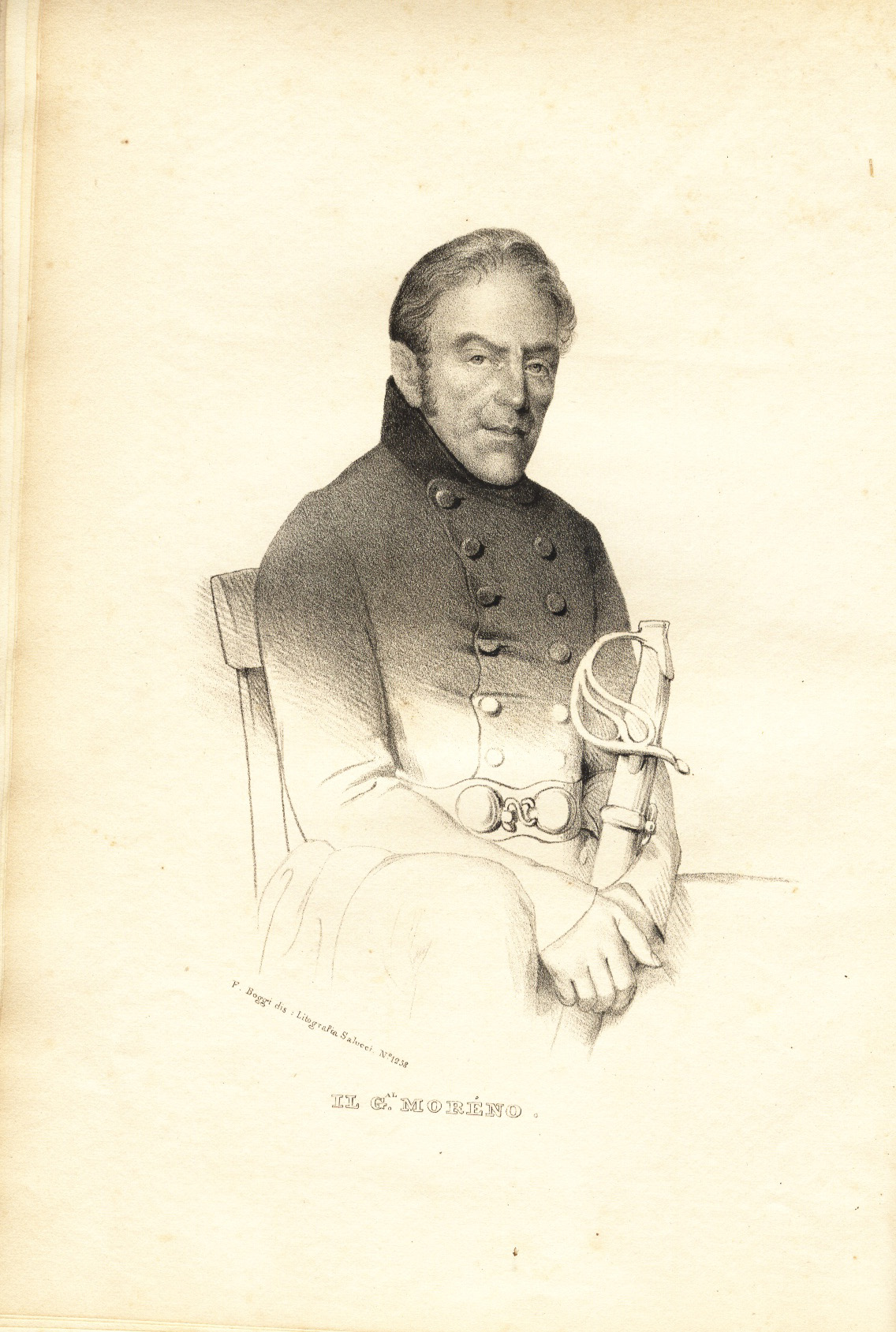
Dibujo de Vicente González Moreno, Viriato, por Isidoro Magués. 1837

Recreación de la bandera usada por Torrijos durante el pronunciamiento

En septiembre de 1831 el capitán general de Andalucía le propuso al gobierno «apoderarse del caudillo revolucionario Torrijos por sorpresa o estratagema». El principal protagonista de ésta sería el gobernador de Málaga, Vicente González Moreno, quien desde el mes anterior había iniciado una activa correspondencia con Torrijos bajo el seudónimo de Viriato, haciéndose pasar por un liberal que le aseguraba que el mejor lugar para el desembarco sería la costa de Málaga, donde tendría asegurado el apoyo de las guarniciones y donde todos los liberales estaban dispuestos a secundarle.
Desgraciadamente Torrijos hizo más caso a Viriato, y a algún liberal auténtico que también le escribió animándole, que a la Junta liberal de Málaga, presidida por el coronel Francisco Unzaga Saint Maxent
que intentaba disuadirle de que desembarcara en aquellas costas si no contaba con la seguridad de tener suficientes tropas que le respaldaran.
El 30 de noviembre partieron de Gibraltar dos embarcaciones con sesenta hombres encabezados por Torrijos, suficientes para el proyecto, ya que el desembarco no tenía carácter militar, sino que solo pretendían pisar tierra española y «pronunciarse», lo que constituiría el «rompimiento» que desencadenaría el levantamiento liberal en toda España. Llevaban unos impresos de un Manifiesto a la Nación, además de diversas proclamas. Como elementos simbólicos, uniformes, banderas tricolores (roja y amarilla, con dos franjas azul celeste) y emblemas con armas de España. Sus lemas: Patria, Libertad e Independencia, y el grito del «rompimiento»: ¡Viva la Libertad!

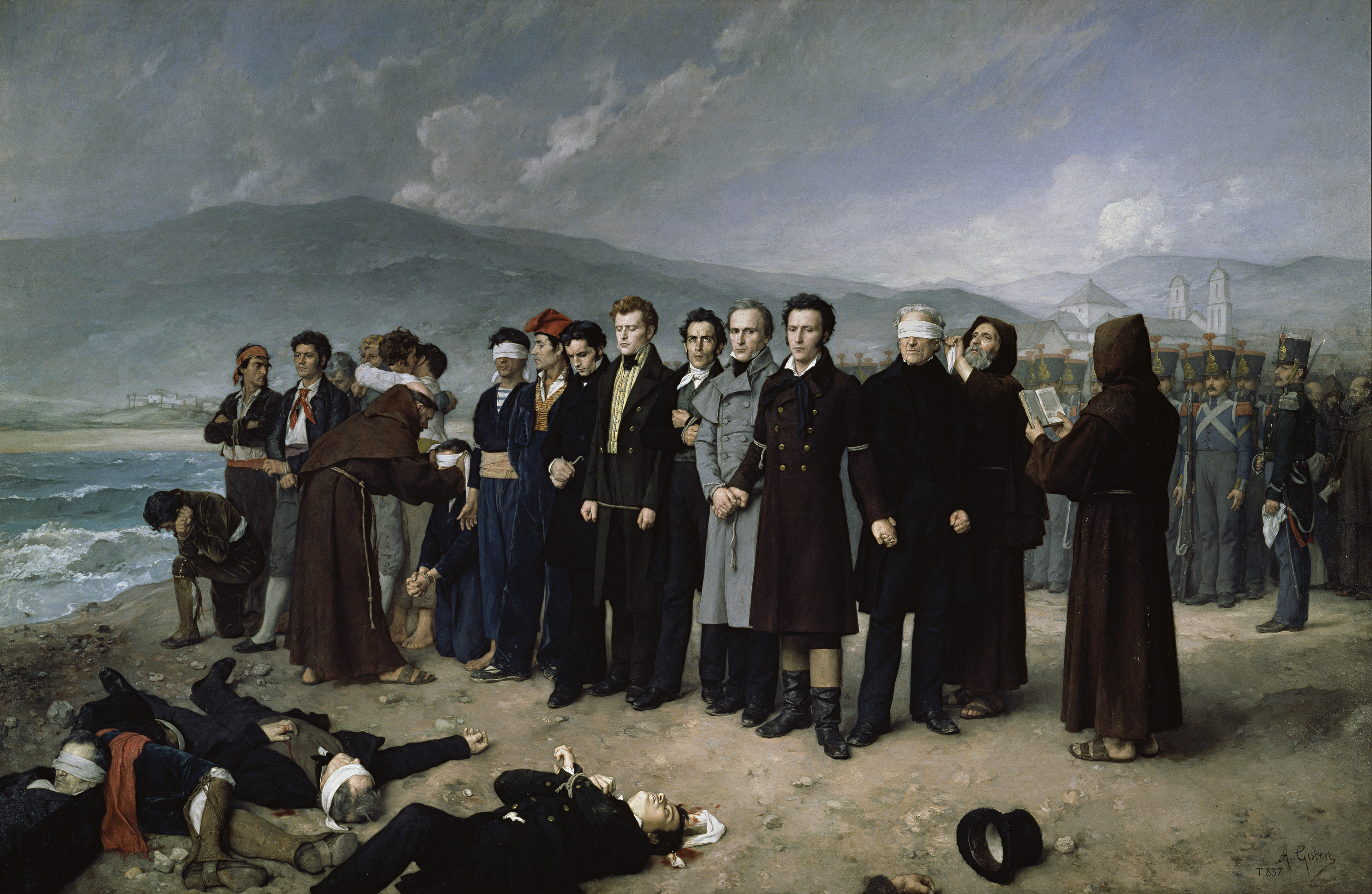
Fusilamiento de Torrijos en la playa de San Andrés (Málaga) por Antonio Gisbert Pérez, en 1888 (Museo del Prado)

La mañana del 2 de diciembre, divisaron tierras malagueñas, tras casi cuarenta horas de viaje. Llegando a la costa les sorprendió el barco Neptuno, que abrió fuego contra los liberales. No quedándoles más refugio que la propia tierra, Torrijos y los suyos se apresuraron hacia la playa de El Charcón. Entonces el grupo de Torrijos inició su camino hacia la sierra de Mijas, pero cuando estaban cerca del pueblo de Mijas, aparecieron formaciones dispuestas a cortarles el paso y capturarles, por lo que Torrijos ordenó a sus hombres que bordeasen el pueblo. Tras varios días de camino, descendieron por la vertiente norte de la sierra de Mijas y se adentraron en el valle del Guadalhorce hacia Alhaurín de la Torre, situado a veinte kilómetros de Málaga. Se refugiaron en la finca de la Torre Alquería del Conde de Mollina en Alhaurín de la Torre. Con las primeras luces del alba del día 4 de diciembre de 1831, los Voluntarios Realistas de Coín dispararon sus armas para dar a entender a los liberales que ya estaban localizados y que habían sido rodeados. A continuación se inició el ataque. Los liberales, por su parte, abrieron fuego desde el interior. Finalmente Torrijos decidió rendirse y esperar que cambiara en Málaga el curso de los acontecimientos.
El grupo fue conducido prisionero al convento de los Carmelitas Descalzos de San Andrés, donde pasarían sus últimas horas. A las once y media de la mañana del domingo 11 de diciembre, Torrijos y sus 48 compañeros fueron fusilados sin juicio previo en dos grupos en la playa de San Andrés de Málaga. «En el primero se encontraba Torrijos, a quien no se le permitió mandar el pelotón de ejecución, como había solicitado».

## Memoria histórica

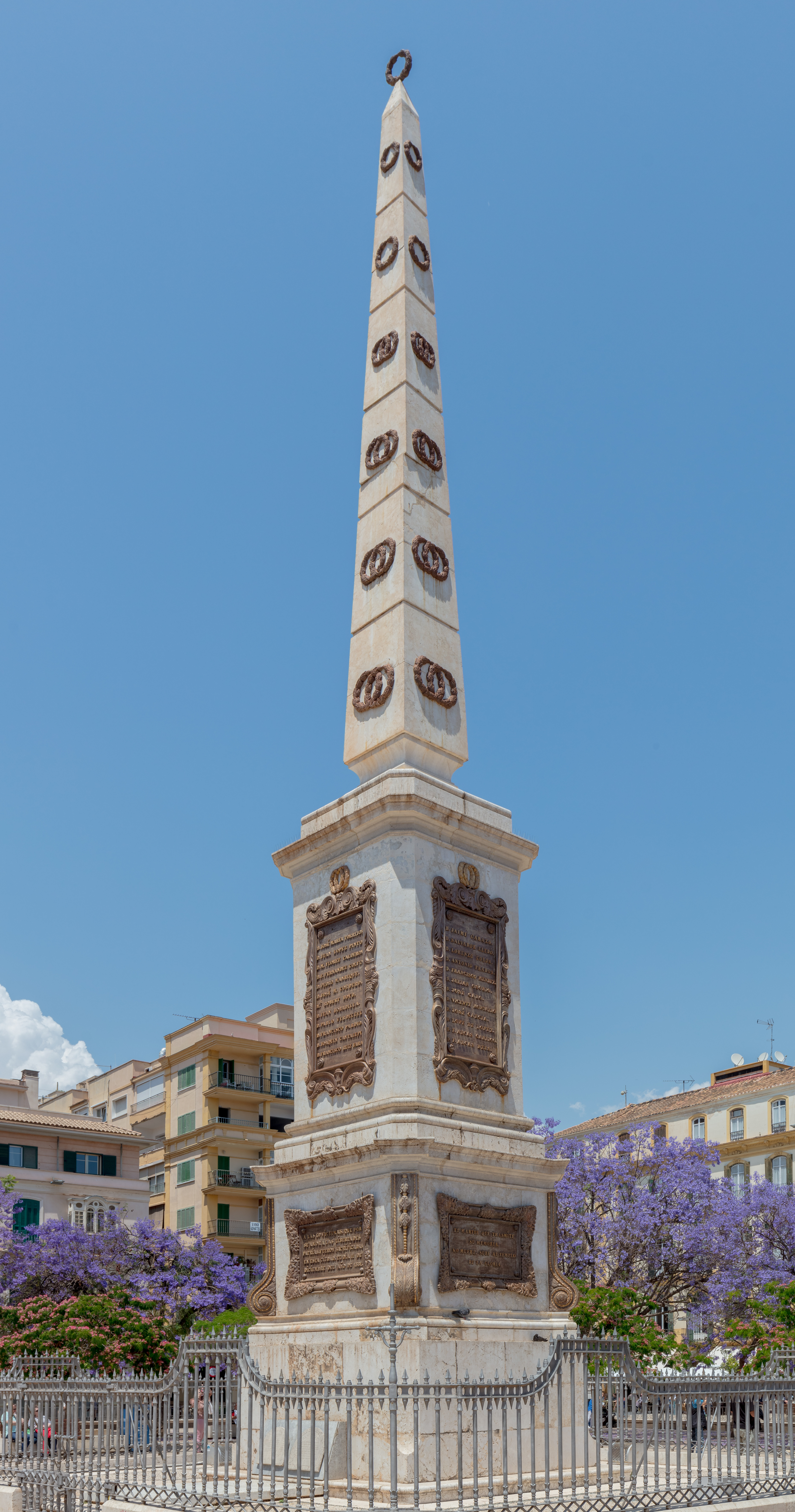
Monumento a Torrijos en la plaza de la Merced de Málaga.

Según su biógrafa más reciente, la historiadora Irene Castells, Torrijos fue un «liberal utópico», entendiendo «la categoría de utópico en su sentido histórico, en la del que aspira a un objetivo noble convencido de su necesidad y viabilidad hasta tanto la realidad no le demuestre lo contrario. La insurrección que buscaban estos liberales, con Torrijos a la cabeza, en su último intento desesperado, era arriesgada; pero la veían necesaria y posible. Se convirtió en utópica tras los fusilamientos de Málaga, no antes. [...] Ante el fracaso de su intento en las playas malagueñas, él seguiría creyendo que el mañana era la caída del absolutismo y el triunfo de la libertad y la Constitución. Incluso en términos de resultados, no cabe duda que este esfuerzo heroico de Torrijos y sus compañeros contribuyó al debilitamiento del régimen absolutista y facilitó el camino de la revolución liberal en España».
Nada más conocer su muerte, el poeta liberal José de Espronceda escribió este soneto, en honor a Torrijos:

 A la muerte de Torrijos y sus compañeros 

Helos allí: junto a la mar bravía

cadáveres están ¡ay! los que fueron

honra del libre, y con su muerte dieron

almas al cielo, a España nombradía.

Ansia de patria y libertad henchía

sus nobles pechos que jamás temieron,

y las costas de Málaga los vieron

cual sol de gloria en desdichado día.

Españoles, llorad; mas vuestro llanto

lágrimas de dolor y sangre sean,

sangre que ahogue a siervos y opresores,

y los viles tiranos con espanto

siempre delante amenazando vean

alzarse sus espectros vengadores.

Ignacio López Pinto, hermano de uno de los fusilados en Málaga y diputado del Congreso de Diputados en 1837, dijo ante la Cámara el 5 de julio:

Señores: se ha presentado esta tenacidad y constancia de Torrijos y sus compañeros, que nada podía abatir, como una especie de manía o locura [...]. Se ha afirmado también que era una temeridad. Señores, dichosas las naciones que en las crisis políticas encuentran hombres semejantes a aquellos. Los opresores... no humillarían por siglos enteros los derechos de la humanidad y la filosofía

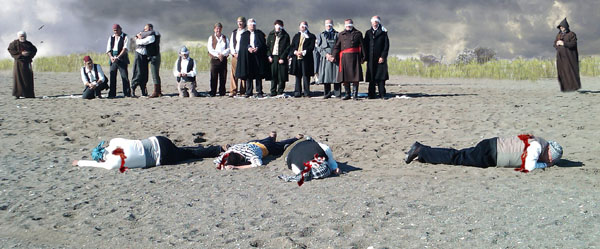
Representación del fusilamiento de Torrijos, el 6 de diciembre de 2009

Por su parte, la esposa de Torrijos, Luisa Sáenz de Viniegra, «dedicó el resto de su vida a reivindicar la memoria de su esposo y a escribir una biografía con gran objetividad y rigor, saliendo al paso de cuantas inexactitudes se publicaron sobre él y recopilando todos los documentos que pudo reunir de la conspiración. [...] Recibió, tras la muerte de Fernando VII, los títulos de condesa de Torrijos en 1837 y de vizcondesa de Fuengirola en 1838».
En 1938, en plena guerra civil española, el poeta Antonio Machado escribió un artículo publicado en Nuestra Bandera con el título «Torrijos y sus compañeros» en el que trazó un paralelismo entre lo sucedido en las costas de Málaga en 1831 y en 1937 y entre Vicente González Moreno («Viriato») y los jefes militares sublevados:

Pensad en lo que han visto las costas de Málaga aquel día, en lo han visto más de un siglo después, en lo que pueden ver todavía. La España joven, que mira hacia el futuro, vilmente asesinada; la infatigable primavera española, que tantas veces ha florecido con sangre, ahogada por el muérdago, consumida por la cizaña de la abyección y de la vejez.. Porque González Moreno, el tigre de Málaga, traidor a su pueblo..., forma parte de una abominable tradición de felones y de verdugos, que todavía hoy no se ha extinguido en España. Todos sabemos cómo se llaman los González Moreno de nuestros tiempos.

En la recuperación de la memoria histórica de la figura de Torrijos destaca la minuciosa investigación para descubrir el lugar exacto de su casa natal, el número 28 de calle Preciados, hoy número 32, donde se encuentra restituida actualmente una placa que lo recuerda.
La ciudad de Málaga erigió un monumento a Torrijos y a sus compañeros en la plaza de la Merced, junto a la que sería más tarde la casa natal del pintor malagueño Pablo Ruiz Picasso. Bajo el monumento a Torrijos, en medio de la citada plaza, se encuentran las tumbas de 48 de los 49 hombres fusilados; uno de ellos, irlandés protestante, fue enterrado en el cementerio inglés de la ciudad.
En noviembre de 2014 y a iniciativa del Ayuntamiento de Málaga se instalaron una cruz y una placa conmemorativa en el lugar exacto donde ocurrieron los hechos, en la rotonda sita entre las calles Ingeniero José María Garnica y el Paseo Antonio Machado, en terrenos ganados al mar. Dicha ubicación fue fijada tras la investigación histórica llevada a cabo por la Asociación Histórico Cultural Torrijos 1831.